# Xian autonome li de Changjiang
Pour les articles homonymes, voir Changjiang.
Le xian autonome li de Changjiang (昌江黎族自治县 ; pinyin : Chāngjiāng lízú Zìzhìxiàn) est un district administratif de la province chinoise insulaire de Hainan. Il est administré directement par la province.

## Démographie
La population du district était de 225 131 habitants en 1999.

## Centrale Nucléaire
Une centrale nucléaire y est en construction depuis 2008.